# Cruz de Alcoraz

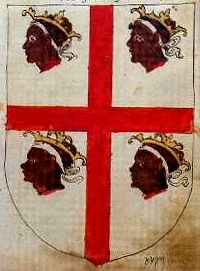
De argén, cruz de gules con cabezas de reyes moros en sus cuarteles, llamada "Cruz de Alcoraz". Gaspar de Torres, Armorial de Aragón, 1536.

Cruz de Alcoraz es el nombre con que se denomina al emblema heráldico constituido por la Cruz de San Jorge cantonado de cuatro cabezas de moro. Estas armas aparecieron por vez primera en una bula de plomo de 1281 de Pedro III de Aragón, probablemente como escudo personal alusivo al espíritu de cruzada. Aparece en el tercer cuartel del actual escudo de Aragón.

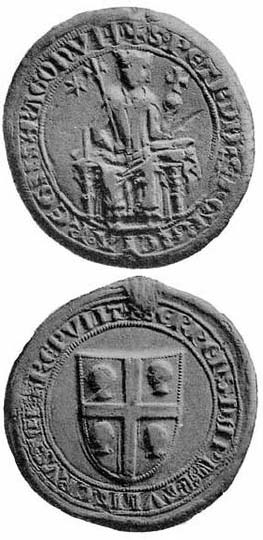
Bula de plomo de 1281 de Pedro III de Aragón.

Tradicionalmente el emblema ha sido asociado con la Batalla de Alcoraz, según interpretaciones de su origen surgidas en el siglo XIV, que lo vinculaban con la intervención milagrosa de San Jorge en la conquista cristiana de Huesca. En algunas representaciones aragonesas aparecen variantes a lo largo de la Edad Media y Moderna, como la disposición a siniestra de las cabezas primera y tercera (enfrentándolas simétricamente a las segunda y cuarta), o convertir a los adalides moros en reyes, añadiendo respectivas coronas abiertas, e incluso representar en las cabezas segunda y tercera a nobles castellanos (posiblemente simbolizando a García Ordóñez y a Gonzalo Núñez de Lara, participantes en la batalla del lado saraqustíes enviados por el Rey de León y, que compartirían cuartel con los otros dos personajes principales derrotados: el emir Al'Mucta'in II de Saraqusta y el último gobernador de Wasqa).

El escudo y bandera de Cerdeña adoptó en el la Cruz de San Jorge cantonada de cabezas de moro del rey Pedro III de Aragón.

Este blasón heráldico es uno de los que se atribuyeron privativamente al Reino de Aragón a partir de mediados del siglo XV, y fue asumido como enseña territorial de Cerdeña desde la segunda mitad del siglo XV, quizá a finales, cuando la isla formaba parte de la Corona de Aragón.